# Evgenij Dratcev
Evgenij Jur’evič Dratcev (in russo Евгений Юрьевич Дратцев?; Jaroslavl', 24 gennaio 1983) è un nuotatore russo, specializzato nel nuoto di fondo.

## Palmarès
nota: questa lista è incompleta
| Giochi olimpici                      | ---              | 10 km individuale  | 25 km individuale  |
| 2008 Pechino Cina                    | ---              | 5º 1h 52'07"5      | ---                |
| Campionati del mondo                 | 5 km individuale | 10 km individuale  | 25 km individuale  |
| 2007 Melbourne Australia             | Argento 56'50"7  | Bronzo 1h 55'47"31 | ---                |
| 2009 Roma Italia                     | 12º 56'48"5      | 10º 1h 52'15"0     | ---                |
| 2011 Shanghai Cina                   | Bronzo 56'18"5   | ---                | ---                |
| 2013 Barcellona Spagna               | 12º 53'38"6      | ---                | Bronzo 4h 47'18"1  |
| 2015 Kazan Russia                    | 4º 55'20"4       | ---                | 8º 4h 57'11"9      |
| 2017 Budapest Ungheria               | ---              | ---                | Bronzo 5h 02'49"8  |
| Campionati del mondo in acque libere | 5 km individuale | 10 km individuale  | 25 km individuale  |
| 2006 Napoli Italia                   | 6º 1h 04'38"5    | Bronzo 2h 10'40"72 | ---                |
| 2008 Siviglia Spagna                 | 8º 55'07"0       | 5º 1h 53'37"6      | ---                |
| 2010 Roberval Canada                 | Argento 57'44"1  | Argento 1h 53'38"8 | ---                |
| Campionati europei di nuoto          | 5 km individuale | 10 km individuale  | 25 km individuale  |
| 2010 Budapest Ungheria               | 9º 1h 00'00"0    | Bronzo 1h 54'26"6  | ---                |
| 2012 Piombino Italia                 | 6º 55'19"0       | 4º 1h 57'56"1      | ---                |
| 2014 Berlino Germania                | ---              | Bronzo 1h 50'00"6  | Argento 4h 59'31"2 |